# Medaglia del giubileo di platino di Elisabetta II
La medaglia del giubileo di platino di Elisabetta II è una medaglia commemorativa coniata per celebrare il giubileo di platino di Elisabetta II del Regno Unito in occasione dei suoi 70 anni di regno. La medaglia è stata assegnata a persone che lavorano nel servizio pubblico, comprese le Forze Armate, nei servizi di emergenza e nei servizi penitenziari.

## Destinatari
La medaglia è stata assegnata a:
- membri in servizio delle forze armate che hanno completato cinque anni solari completi di servizio il 6 febbraio 2022;
- personale dei servizi di emergenza in prima linea che ha prestato servizio retribuito, trattenuto o a titolo volontario, occupandosi delle emergenze come parte delle condizioni di servizio e che hanno completato cinque anni solari completi di servizio il 6 febbraio 2022;
- personale dei servizi penitenziari che sono dipendenti pubblici e sono regolarmente esposti a situazioni difficili e talvolta di emergenza che hanno completato cinque anni solari completi di servizio il 6 febbraio 2022;
- membri della Casa Reale, l'insieme dei funzionari reali e dal personale di supporto della famiglia reale britannica, con un anno di servizio qualificato;
- tutti i destinatari viventi della Victoria Cross;
- tutti i destinatari viventi della George Cross.

## Descrizione
- La medaglia è realizzata in alpacca [4] e viene prodotta da Worcestershire Medal Service a Birmingham. Nel dritto raffigura il busto di Sua Maestà realizzato da Ian Rank-Broadley. Il rovescio raffigura un leone posto in cima a un elmo araldico reale coronato, circondato da ermellino.

- Il nastro ha bordi d'argento, che ricordano il nastro della medaglia del giubileo d'argento di Elisabetta II, due strisce rosse, che ricordano il nastro della medaglia del giubileo di diamante di Elisabetta II, e una fascia centrale blu, che ricordano il nastro della medaglia del giubileo d'oro di Elisabetta II.[5]